# Phalacrocera tipulina
Phalacrocera tipulina är en tvåvingeart som beskrevs av Osten Sacken 1865. Phalacrocera tipulina ingår i släktet Phalacrocera och familjen mellanharkrankar. Inga underarter finns listade i Catalogue of Life.